# カナダ軍事ジャーナル
カナダ軍事ジャーナル (Canadian Military Journal, Revue militaire canadienne) は、カナダ国防省が公式に発行する季刊の軍事誌。英語版・フランス語版の2言語、紙媒体・電子媒体の2媒体で発行されている。